# Abraham C. Myers
Abraham Charles Myers (Georgetown, 14 maggio 1811 – Washington, 20 giugno 1889) è stato un militare statunitense, quartiermastro generale degli Stati Confederati d'America durante la prima metà della guerra di secessione.

## Biografia

### Origini
Nacque nel 1811 in Carolina del Sud da una famiglia di origini ebraiche: il padre, l'avvocato Abraham Myers Sr., discendeva dal rabbino Moses Cohen, uno dei primi ebrei arrivati nelle Tredici colonie. Si arruolò nel 1828 nell'Accademia Militare Statale, ma il primo anno fu bocciato e costretto a ripetere i corsi. Diplomatosi col grado di tenente nel 1833, venne inviato di stanza a Baton Rouge.

### Carriera militare

#### Guerre combattute
Nel 1836 venne trasferito in Florida sotto il comando del generale David E. Twiggs per combattere nelle guerre seminole. Nel 1839 venne trasferito e, per le sue ottime doti amministrative, ottenne il ruolo di quartiermastro, occupandosi dei rifornimenti delle truppe americane. Tornò in Florida tra il 1841 e il 1842, per poi essere trasferito alla frontiera col Messico per via dell'imminente guerra.
Allo scoppio delle ostilità servì dapprima sotto Zachary Taylor, distinguendosi in battaglia a Palo Alto e Resaca de la Palma e venendo promosso maggiore. Trasferito sotto il generale Winfield Scott, per il coraggio dimostrato alla battaglia di Churubusco venne promosso colonnello, così come quartiermastro capo di tutta l'Armata del Messico.

#### Fort Myers
Dopo la fine della guerra rimase di stanza negli Stati del Sud, tornando poi in Florida per stroncare le ultime resistenze dei seminole. Nel 1855 Myers s'innamorò della figlia del generale Twiggs, la diciassettenne Marion, e chiese al suo superiore il permesso di sposarla; il generale acconsentì, e battezzò in onore del genero il nuovo presidio (futura città) di Fort Myers. Curiosamente, Myers non mise mai piede nel luogo che portava il suo nome.
Giunse alle soglie della guerra civile col grado di tenente colonnello.

### Guerra di secessione

#### Quartiermastro generale
Quando gli Stati Confederati dichiararono la secessione, Myers abbandonò l'esercito statunitense per mettersi a disposizione delle autorità sudiste, consegnando ai ribelli la stazione di rifornimento di New Orleans, di cui era allora al comando, mentre in Texas il suocero si arrendeva assieme ad un quinto dei soldati unionisti.
Il 25 marzo 1861 venne nominato quartiermastro generale dell'esercito confederato, assumendosi l'incarico di rifornire le truppe dell'intero paese. Fin dal principio il compito di Myers non si rivelò affatto semplice: l'economia del Sud, già inferiore prima della guerra a quella del Nord industrializzato, venne in breve tempo impoverita dall'embargo unionista noto come Piano Anaconda, e i fondi e le merci a sua disposizione erano perciò molto scarsi; dovendo presto rinunciare alle importazioni, Myers fu costretto a stabilire accordi coi produttori locali, ma i rifornimenti erano molto lenti a causa dello sviluppo minimo delle ferrovie sudiste; inoltre il rapido fallimento del dollaro confederato lo lasciò senza un mezzo efficace di coprire le spese.

#### Caduta
L'inefficienza dell'operato di Myers (per buona parte non sua responsabilità), unita all'antisemitismo di alcune frange della società sudista, lo portarono ad essere malvisto dal presidente confederato Jefferson Davis, che lo esonerò dall'incarico il 7 agosto 1863 sostituendolo con Alexander R. Lawton. Myers si oppose alla sostituzione, e grazie ad un tecnicismo riuscì a far riconoscere illegale la nomina di Lawton dal Senato confederato; poco dopo comunque Davis nominò il suo successore in maniera formale, e Myers non ebbe altra scelta che ritirarsi.
Amareggiato, Myers si dimise dall'esercito confederato e non volle più avere alcun ruolo durante il resto della guerra.

### Ultimi anni e morte
Nel 1866 sfruttò la riapertura dei porti per abbandonare gli Stati Uniti ed emigrare con la famiglia in Germania, a Wiesbaden, dove nacque suo figlio John T. Myers, che avrebbe seguito le orme militari paterne.
Dopo dieci anni tornò in America, rifiutandosi però di rimettere piede nel Sud in memoria del "tradimento" della vecchia amministrazione. Morì a Washington nel 1889.